# Bound Brothers
Bound Brothers war ein britischer Hersteller von Cyclecars, der in Southampton (Hampshire) ansässig war.
1920 baute das Unternehmen ein vierrädriges Cyclecar namens Bound mit nur einem Sitzplatz, das mit 660 mm sehr schmal war. Dem Antrieb diente ein Einzylinder-Precision-Motor mit 3,5 bhp (2,6 kW). Alternativ waren Motoren von Aster mit 4 PS, 6 PS und 9 PS lieferbar. Die Motorkraft wurde über ein Reibradgetriebe, das eine stufenlose Übersetzung erlaubte, an die Hinterräder weitergeleitet. Es entstanden nur wenige Exemplare.